# Sainte-Anne-Saint-Priest
Sainte-Anne-Saint-Priest – miejscowość i gmina we Francji, w regionie Nowa Akwitania, w departamencie Haute-Vienne.
Według danych na rok 1990 gminę zamieszkiwały 143 osoby, a gęstość zaludnienia wynosiła 8,6 osoby/km².

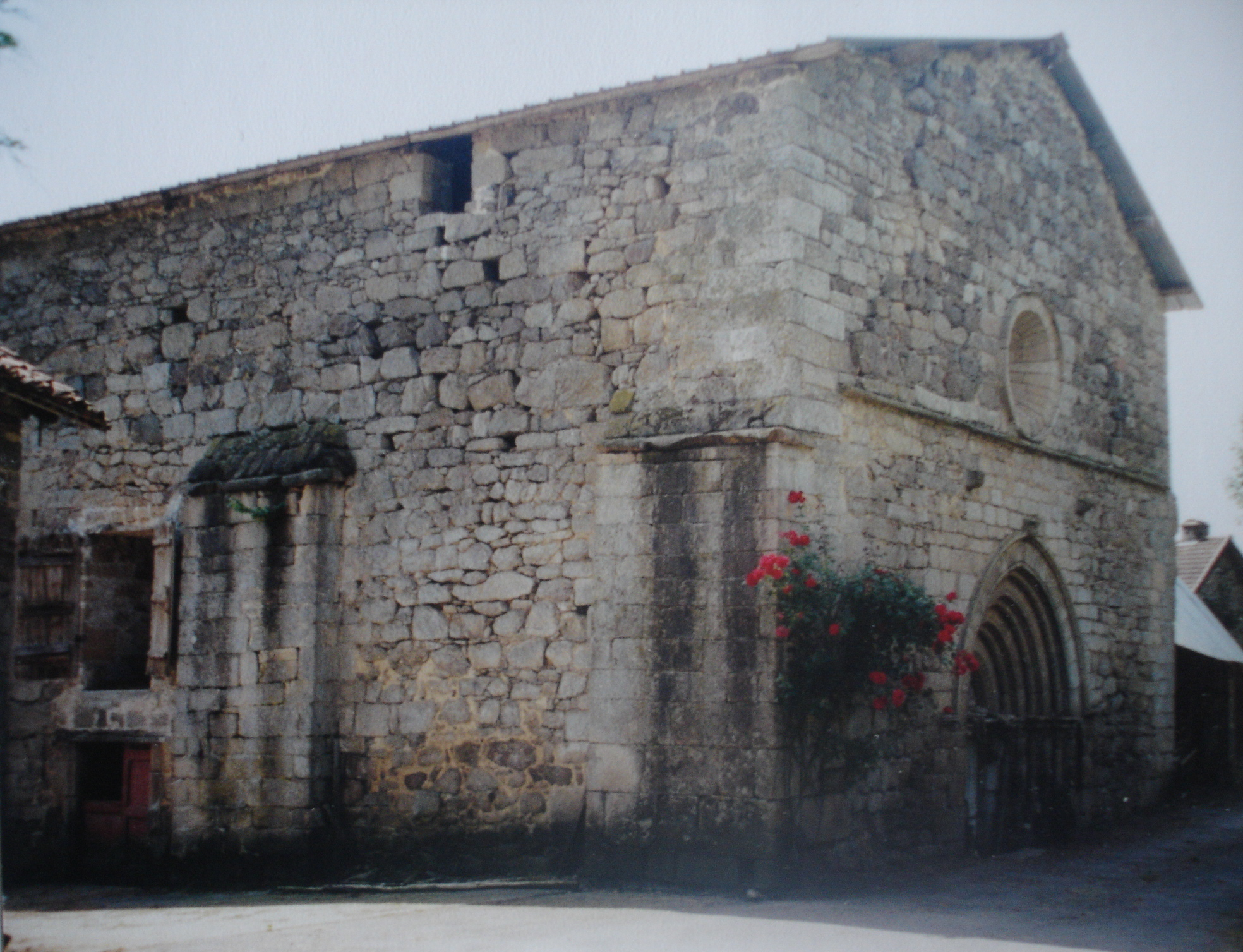
Zabytkowy Kościół św. Radegundy (2009)

## Populacja

Populacja Sainte-Anne-Saint-Priest w latach 1962–2008